# Nieheimer Tongrube
Nieheimer Tongrube este o arie protejată (arie specială de conservare — SAC, sit de importanță comunitară — SCI) din Germania întinsă pe o suprafață de 13,84 ha, integral pe uscat.

## Localizare
Centrul sitului Nieheimer Tongrube este situat la coordonatele 51°48′56″N 9°07′29″E / 51.8156°N 9.1247°E.

## Înființare
Situl Nieheimer Tongrube a fost declarat sit de importanță comunitară în martie 2001 pentru a proteja 1 specie de animale. Situl a fost protejat și ca arie specială de conservare în martie 2004.

## Biodiversitate
Situată în ecoregiunea continentală, aria protejată nu include niciun habitat protejat.
La baza desemnării sitului se află o specie protejată de  amfibieni: triton cu creastă (Triturus cristatus).
Pe lângă speciile protejate, pe teritoriul sitului au mai fost identificate 3 specii de amfibieni, 8 specii de nevertebrate.